# Gevangenisbende
Een gevangenisbende is een bende die actief is binnen een gevangenis. In de Verenigde Staten is het fenomeen zeer bekend en gebruikt de overheid het eufemisme Security Threat Group (STG). Hoewel de Amerikaanse gevangenisbendes het bekendst zijn, bestaan er ook gevangenisbendes buiten de Verenigde Staten, zoals de Braziliaanse PCC.

## Functie en activiteiten
De oorspronkelijke functie van de meeste bendes was het bieden van bescherming aan de leden tegen andere gedetineerden, al dan niet eveneens georganiseerd in bendes. Christian Parenti heeft betoogd dat bendes een zekere mate van organisatie en gezag brengen in de gevangenis en daarom oogluikend door Amerikaanse gevangenisautoriteiten worden getolereerd.
Veel bendes gaan echter verder dan dat. Intimidatie en afpersing van niet-leden komt eveneens veel voor. Bovendien beheersen veel gevangenisbendes de handel in alcohol, tabak en drugs binnen een gevangenis. Hoewel verboden is dit belangrijk, daar in de afwezigheid van geld alcohol, tabak en drugs de functie van ruilmiddel vervullen. Soms vervullen gevangenisbendes zelfs een belangrijke rol in het witwassen van drugsgeld. Gevangenisbendes staan bekend om hun gewelddadigheid en schuwen ernstige mishandeling en moord niet. Dit laatste geschiedt vaak met shanks (geïmproviseerde steekwapens) of zelfs met binnengesmokkelde messen. Het komt zelfs voor dat een bende personen van buiten de gevangenis of bewakers bedreigt of doodt.

## Invloed op georganiseerde misdaad
Gevangenisbendes oefenen daarnaast een niet geringe invloed uit op de georganiseerde criminaliteit buiten de gevangenis, meer dan men zou vermoeden. Dit komt doordat de misdaadbestrijding zich in de Verenigde Staten en andere landen meer en meer tegen de drugshandel heeft gericht, waardoor veel drugshandelaren tot gevangenisstraffen zijn veroordeeld of mensen kennen die een gevangenisstraf uitzitten. Bovendien zijn hierdoor ook zeer veel verslaafden achter tralies beland, waardoor gevangenisbendes de afzetmarkt voor hun drugs zagen vergroten. Hierdoor is een link ontstaan tussen de gevangenisbendes en de drugshandel in de Westelijke wereld, en houden gevangenisbendes zich zeer veel bezig met drugshandel. Bovendien zetten veel vrijkomende bendeleden hun activiteiten voort, zodat veel gevangenisbendes inmiddels een gelieerde bende buiten de gevangenis kennen. Anderzijds kunnen criminele organisaties ook in gevangenissen afdelingen bezitten, en leiden sommige 'peetvaders' en 'vory v zakone' hun organisaties vanuit de gevangenis.

## Bestrijding
De gevangenisoverheden trachten de formatie van gevangenisbendes te bestrijden. Dit is echter vaak lastig. Overplaatsing van gedetineerden heeft vaak averechts gewerkt en ervoor gezorgd dat de bendes 'afdelingen' in andere gevangenissen vormden. Bovendien zijn veel leden langgestraften of terdoodveroordeelden die weinig of niets te verliezen hebben. Als men al op 'Death row' zit maakt een extra moord niet uit en zal de juridische rompslomp rond de moord zelfs de eigen executie kunnen vertragen. Overheden trachten bendeleden te scheiden en in maximaal beveiligde of geïsoleerde afdelingen onder te brengen, zodat ze geen kwaad kunnen en gescheiden worden van hun machtsbasis.

## Interne organisatie en toetreding
Veel gevangenisbendes kennen naast een afdeling in de Westelijke wereld ook afdelingen binnen verschillende gevangenissen. Daarnaast kunnen kleinere bendes aansluiten bij of tot grotere. Anderzijds kunnen groepen zich afsplitsen en een nieuwe bende vormen, die soms een bittere tegenstander van de oorspronkelijke bende wordt. Bendes zijn in de Verenigde Staten vaak raciaal getint, maar aan deze regel wordt veelal niet strak de hand gehouden. 
Gevangenisbendes kennen in veel gevallen de regel 'blood in blood out' (bloed in bloed uit). 'Bloed in' refereert aan de toelatingseisen. Men dient in principe iemand te hebben vermoord, hoewel sommige bendes met ernstige mishandeling genoegen nemen. 'Bloed uit' refereert aan het feit dat men lid is voor het leven en alleen door de dood van het lidmaatschap bevrijd is. Wie de bende verraadt of verlaat zal door de bende vermoord worden indien deze daartoe de kans krijgt. Ex-leden zijn door de invloed van de bendes zelfs buiten de gevangenis hun leven niet zeker.
Leden identificeren zich vaak door middel van tatoeages. Om deze reden staan veel Amerikaanse gevangenisautoriteiten tatoeages niet meer toe of verplaatsen ze getatoeëerde gedetineerden direct naar de isolatieafdeling.

## Voorbeelden
- Aryan Brotherhood
- Black Guerrilla Family
- Mexican Mafia
- Nazi Lowriders
- PCC